# 俄羅斯駐華大使館
俄羅斯聯邦駐華大使館（俄语：Посольство Российской Федерации в Китае），亦称俄罗斯驻华大使馆，是俄罗斯联邦在中华人民共和国的最高外交代表机构，也曾经作为苏联驻中华人民共和国的使馆。1861年，第一个常設性的俄罗斯外交使团正式进驻北京。馆址现位于北京市东城区北中街4号，占地面积约为16公顷，是世界上最大的驻外使馆之一，亦为外国驻华使馆中唯二不在北京使馆区的大使馆之一（另一个是卢森堡驻华大使馆）。除了北京的大使館本館之外，俄罗斯駐華外交機構尚由駐香港、瀋陽、上海、广州、哈尔滨五座總領事館組成。
現任驻华特命全权大使為伊戈爾·莫爾古洛夫，自2022年9月起出任。

## 馆址
1949年苏联与甫一成立的中华人民共和国建立大使级外交关系后，东交民巷西段东部北侧的俄国使馆旧址成为苏联驻华大使馆的第一代馆址。1955年，北京市人民委员会决定将外国使馆迁出东交民巷，将俗称“罗刹庙”的东直门内北馆地区划拨给苏联使馆，苏联大使馆新址次年在北馆北部的主教公园原址上建成。
1991年苏联解体后，俄罗斯接管了原苏联驻华大使馆，并邀请独联体其他成员国在其使馆派驻代表。俄罗斯驻华使馆内1992年尚有乌克兰等国代表临时办公，此后独联体国家陆续在北京设立自己的使馆，而中国公民赴格鲁吉亚的因私签证一度需由俄罗斯使馆代办，直至2005年格鲁吉亚驻华大使馆才正式成立。

## 总领事馆一览
- 驻香港总领事馆：香港湾仔港湾道30号新鸿基中心21楼[7]

- 驻沈阳总领事馆：沈阳市和平区南十三纬路31号[8]

- 驻上海总领事馆：上海市虹口区黄浦路20号[9]

- 驻广州总领事馆：广州市天河区珠江新城临江大道3号发展中心楼26A[10]

- 驻哈尔滨总领事馆：哈尔滨市道里区友谊西路富力中心T3栋[11]

## 争议
2020年7月2日，“俄罗斯驻华大使馆”微博账号发表了纪念符拉迪沃斯托克（即海参崴）建城160年的微博，并注明此名意为“统治东方”。但海參崴为当时1860年清政府签订《北京条约》中割让给当时俄罗斯帝国的领土，此事引发中国网友愤怒。7月3日，俄罗斯驻华大使馆将此微博删除并重发，重新发布的微博中删除了“统治东方”的注解。